# Murdoch Stuart
Murdoch Stuart Duca di Albany (1362 – Stirling, 24 maggio 1425) nipote di Roberto II di Scozia fu nominato Giudice di Scozia nel 1389.

## Gli Albany-Stuart
Murdoch era l'unico figlio maschio di Roberto Stuart (1339-1420) e della moglie Margaret Graham (1334-1380), per parte di padre era il nipote di Roberto II di Scozia, fondatore della dinastia Stuart. Suo padre rivestì il ruolo di reggente durante il regno di suo nonno, di suo zio Roberto III di Scozia ed anche per parte del regno del cugino Giacomo I di Scozia. Murdoch era piuttosto vicino al trono, se suo zio Roberto III avesse dovuto perdere i propri figli maschi, il regno avrebbe potuto essere suo, d'altro canto suo padre, da Reggente, era stato molto simile a un sovrano.
Murdoch, come detto, era l'unico maschio ed aveva numerose sorelle che contrassero matrimoni vantaggiosi:
- Janest Stewart
- Mary Stewart
- Margaret Stewart, che sposò John Swinton un grande combattente che stilò accordi con Giovanni Plantageneto, I duca di Lancaster
- Joan Stewart
- Beatrice Stewart, che sposò James Douglas, VII conte di Douglas (1371-24 marzo 1443), un potente nobile scozzese
- Isabella Stewart, che sposò Alessandro Leslie, VII conte di Ross (morto nel 1402), che era il figlio di primo letto di Eufemia, moglie di suo zio Alessandro Stewart, Conte di Buchan

Sua madre Margaret morì nel 1380 e suo padre si risposò con Murella de Keith dalla quale ebbe altri quattro figli.
Nel 1389 Murdoch venne nominato Giudice di Scozia, padre e figlio, entrambi assurti ad alti incarichi, lavorarono insieme per portare sempre più in alto il prestigio della loro famiglia, ormai conosciuta come Albany-Stewart, inimicandosi molti degli altri nobili fra i quali spiccò Donald McDonald, II Signore di Isles.

## La prigione e l'ascesa della famiglia
Murdoch servì nell'esercito scozzese, al pari di molti altri nobili e partecipò a numerose battaglie ed una in particolare rivestì per lui una grande importanza. Il 14 settembre 1402 nel Northumberland l'esercito scozzese capitanato da Archibald Douglas, IV conte di Douglas si scontrò con quello inglese nella battaglia di Homildon Hill. Gli scozzesi avevano da poco compiuto un'invasione in territorio inglese e compiuto diversi saccheggi, in parte anche per vendicare le perdite subite nella battaglia di Nesbit Moor avvenuta qualche mese prima. Mentre si apprestavano a rientrare in patria vennero intercettati dai soldati di Enrico Percy, I conte di Northumberland (10 novembre 1341-20 febbraio 1408) che sconfisse sonoramente gli scozzesi, Murdoch fu catturato e portato in Inghilterra dove rimase in prigione per dodici anni.
Negli stessi mesi in cui Murdoch venne tratto in arresto suo padre Roberto si muoveva per risalire la linea di successione al trono scozzese. Già da quasi vent'anni (dieci di regno ufficioso e dodici di regno ufficiale) suo zio Roberto III di Scozia era diventato re, ma questi non aveva una personalità e un carattere forte, motivo per cui il governo era nelle mani del padre di Murdoch, Roberto Stuart (1339-1420), Roberto III però aveva dei figli che potevano legittimamente aspirare alla successione, il maggiore di questi, David Stewart, Duca di Rothestay (24 ottobre 1378-26 marzo 1402) da circa tre anni si andava sostituendo al padre nel governo della Scozia e andava così scalzando Roberto dal proprio ruolo di Reggente. Questi non si perse d'animo, all'inizio del 1402 Roberto trasse in arresto il nipote con l'accusa di appropriazione indebita e poco dopo il giovane morì in carcere per cause ritenute naturali anche dalla commissione chiamata a giudicarne il decesso. Man mano che l'altro figlio maschio, Giacomo, cresceva aumentava in Roberto III il timore che facesse la fine del figlio maggiore, ragion per cui nel 1406 lo fece imbarcare a Danzica per spedirlo in Francia. Tuttavia i pirati assaltarono la nave presso Flamborough Head ed il giovane principe venne consegnato come prigioniero a Enrico IV d'Inghilterra, poco dopo, il 4 aprile, Roberto III morì e la Scozia rimase formalmente senza re e Roberto Stuart rimase come Reggente e di fatto sovrano, grazie alla prigionia del nipote che languiva in mani inglesi. Gli Albany-Stewart avevano quasi raggiunto la vetta.
Nel 1416 gli scozzesi presero un prigioniero illustre, Henry Percy, II conte di Northumberland e gli inglesi acconsentirono a liberare Murdoch in cambio del conte appena catturato. Con il giovane Giacomo I di Scozia ancora lontano per Murdoch e suo padre non fu difficile acquisirne le terre e le entrate portando gli Albany-Stewart sempre più vicini al trono.

## Il ritorno di Giacomo I ed il rovescio della fortuna
Nel 1420 Roberto Stuart rese l'anima a Dio e Murdoch, ormai cinquantottenne, ottenne il titolo e le terre che gli spettavano quale Duca d'Albany e poi anche quelle derivanti dall'essere conte di Menteith e di Fife e, già com'era stato per suo padre, divenne anche Governatore di Scozia. Murdoch avrebbe dovuto lavorare perché il legittimo sovrano rientrasse in patria, ma i suoi tentativi dovettero essere piuttosto tiepidi e fino al 1424 rimase tutto saldamente in mano sua, tuttavia, già dall'anno precedente, il consiglio generale premeva per un serio tentativo di far rilasciare il re e alla fine dovette arrendersi alla volontà generale.
Nell'agosto del 1423 vennero avviate le trattative e ben presto si raggiunse un accordo sulla somma di 60.000£ che sarebbe stata versata dagli scozzesi quale riscatto, il 28 marzo 1424 l'accordo venne firmato ed il 5 aprile Giacomo I di Scozia tornò in patria, Murdoch perse il titolo di Reggente ormai inutile.
Giacomo dapprincipio non dette il via a rappresaglie contro gli Albany-Stewart, anzi, durante la sua incoronazione avvenuta il 24 maggio insignì del titolo di cavaliere diciotto nobili fra cui Alessandro Stewart, il figlio di Murdoch. D'altro canto attaccare gli Albany-Stewart poteva non essere facile, il fratello di Murdoch, John Stewart, conte di Buchan ed Archibald Douglas, IV conte di Douglas stavano combattendo valorosamente in Francia. Buchan godeva peraltro di una posizione forte ed era prezioso per il regno, era infatti a capo di 6.000 uomini ed era stato nominato Conestabile di Francia, rendendolo di fatto il vero capo dell'esercito. Tuttavia la protezione offerta da questi illustri parenti finì presto, sia Archibald che John morirono il 17 agosto del 1424 nella Battaglia di Verneuil che condusse l'esercito scozzese alla rotta. Murdoch ed in generale gli Albany-Stewart si trovarono esposti e Giacomo ne approfittò immediatamente.

## Le colpe dei padri ricadono sui figli ed i nipoti
Il 21 marzo 1425, durante il nono giorno di convocazione del Parlamento, Murdoch ed il figlio Alessandro vennero arrestati ed altri ventisei nobili legati agli Albany-Stewart condivisero lo stesso destino. Dapprincipio venne portato al castello di Saint Andrews e poi in quello di Caerlaverock, nemmeno la moglie Isabella venne lasciata libera, fu infatti arrestata e condotta al Castello di Tantallon. Anche gli altri figli di Murdoch vennero arrestati, solo James il Grasso riuscì a rimanere libero e riparò a Lennox dove cercò di organizzare una rivolta per liberare i suoi famigliari senza capire che questo era il prestesto perfetto per il re che ora poté apertamente accusare gli Albany-Stewart di tradimento.
Il 18 maggio cominciò al Castello di Stirling il processo a Murdoch ed ai suoi figli Alessandro e Walter alla presenza di un parlamento apposito presieduto da Giacomo stesso, a giudicarli erano presenti sette conti e quattordici nobili minori cui fu mostrato come gli accusati erano collegati alla tentata insurrezione di Lennox e, quindi, colpevoli di tradimento. Il processo durò un giorno e si concluse con un verdetto di colpevolezza. Fra coloro che ne decretarono la morte erano presenti anche dei parenti (che in ossequio ai costumi del tempo, non si fecero intenerire dai legami di sangue) tra cui i loro cugini Walter Stewart, III conte di Atholl (morto il 26 marzo 1437), Archibald Douglas, V conte di Douglas (1390-26 giugno 1439), Alexander di Islay, Conte di Ross e Alessandro Stuart, Conte di Mar (1375 circa-1435). Walter venne giudicato quello stesso giorno, mentre Murdoch ed Alessandro quello seguente, tutti e tre vennero decapitati nella piazza antistante il castello, prima di morire a Murdoch vennero confiscati tutti i beni ed i titoli e poi sepolto nella chiesa locale.
Sua moglie, Isabella di Lennox sopravvisse al processo e venne condannata ad otto anni di prigionia.

## Matrimonio e discendenza
Murdoch sposò Isabella di Lennox nel 1392 ed insieme ebbero cinque figli:
- Robert Stewart (morto nel 1421)
- Walter Stewart (morto nel 1425)
- Alexander Stewart (morto nel 1425)
- James il Grasso (1400-1429 o 1449), dopo la morte del padre e dei fratelli riparò in Irlanda
- Isabella Stewart che sposò Sir Walter Buchanan